# 拓跋國家
拓跋國家，為歷史上由鮮卑拓跋部建立的國家統稱，在中國歷史上分屬於一系列王朝與王國，這個學說最早由日本學者杉山正明提出。

## 概論
拓跋國家，為五胡十六國前後存在於中華的系列王朝與王國，皆與拓跋部有緊密關連，包括：
- 代 (十六国)
- 北魏
- 東魏
- 西魏
- 北周
- 北齊
- 隋朝
- 唐朝

而包括南凉、乞伏部等地區王朝，也可以被納入這個觀念內。
中華人民共和國學者唐長孺曾用拓跋國家來稱呼拓跋部建立的代國，這個學說由日本学者杉山正明提出，前身為陳寅恪的關隴集團。在中國傳統觀念下，這些王朝與國家皆為孤立的，杉山正明認為，這些王朝與國家皆是屬於拓跋部所建，因此應該被當成一個連續性的國家組織來看。
杉山正明認為北齐、北周、隋朝、唐朝等王朝，其皇族虽非拓跋氏，但皆源自於拓跋部，其统治阶级互相通婚，且国家形态与政治制度相互影响，因此應該也统统归入到“拓跋国家”中。森安孝夫也認同拓跋國家的說法，認為唐朝是由多民族融合組成的國家，不能單純以漢民族國家觀點來研究。台灣學者甘懷真不完全認同這個學說，但認為這個學說的確可以反映歷史事實。

## 相近學說
美國學者梅维恒曾提出中國拓跋化（tabgatchization）的說法，用來解釋中國在五胡十六國至隋唐之際的變化。濮德培認為唐朝的統治集團來自中亞，以突厥系民族為主。
韓國學者朴漢濟曾提出胡漢體制國家，用來解釋唐朝的多民族世界帝國性格。